# Remember You
«Remember You» es una canción del rapero estadounidense Wiz Khalifa, lanzado como el segundo sencillo de su cuarto álbum de estudio, O.N.I.F.C.. La canción cuenta con la colaboración del cantante canadiense The Weeknd y fue producida por Dpat con Illangelo. La canción contiene una muestra de "Tell Me Do U Wanna" de Ginuwine. Fue lanzado el 24 de septiembre de 2012 a través del canal de YouTube de Atlantic.

## Antecedentes
Después de demorar el álbum, Wiz Khalifa anunció el segundo sencillo, que era Remember You. Reveló la portada del sencillo en su cuenta de Twitter, y luego fue lanzado en el canal de YouTube de Atlantic. En una entrevista con MTV News, Wiz Khalifa habló sobre el sencillo diciendo que era una "bella idea de The Weeknd".

## Video musical
El video oficial de la canción fue lanzado el 13 de noviembre de 2012. The Weeknd no aparece en el video.

## Premios y nominaciones
| Año  | Ceremonia             | Premio                            | Resultado |
| ---- | --------------------- | --------------------------------- | --------- |
| 2014 | Premios Grammy (56.º) | Mejor colaboración de rap/cantada | Nominado  |

## Lista de canciones
Descarga digital
1. "Remember You" – 4:50

## Listas
| Lista (2012–13)                        | Mejor posición |
| -------------------------------------- | -------------- |
| Reino Unido (UK R&B Chart)             | 31             |
| Estados Unidos (Billboard Hot 100)     | 63             |
| Estados Unidos (Hot R&B/Hip-Hop Songs) | 15             |

| Lista (2013)                         | Posición |
| ------------------------------------ | -------- |
| US Hot R&B/Hip-Hop Songs (Billboard) | 79       |

## Radio e historial de lanzamientos
| País           | Fecha                    | Formato          | Discográfica     |
| -------------- | ------------------------ | ---------------- | ---------------- |
| Estados Unidos | 24 de septiembre de 2012 | Descarga digital | Atlantic         |
| Estados Unidos | 15 de octubre de 2012    | Rhythmic radio   | Rostrum Atlantic |